# Палванова, Зинаида
Зинаи́да Я́ковлевна Палва́нова (род. 1944, Мордовская АССР) — русский поэт, переводчик, издатель. Живёт и работает в Израиле. Член Союза писателей Москвы и Союза русскоязычных писателей Израиля.

## Биография
Родилась в Мордовии в семье освобождённых из Темлага «врагов народа». Послевоенное детство Зинаиды Палвановой прошло в Подмосковье, за сотым километром от столицы. С 1963 года жила в Москве. Закончила Московский институт народного хозяйства им. Плеханова, Высшие литературные курсы. Работала линотиписткой, санитаркой, социологом, сторожем.
Была замужем за Виктором Енютиным (поэт, прозаик, публицист).
В 1983 г. была принята в Союз писателей СССР. В Израиле с 1990 года. Стихи и переводы публиковались в журналах «Новый мир», «Дружба народов», «Континент», «Юность», «Нева», «Огонёк», «22», «Алеф», «Артикль», «Интерпоэзия», в «Иерусалимском журнале», в «Литературной газете», в альманахах «День поэзии», «Цомет», «Литературный Иерусалим», «Огни столицы», в антологиях «Свет двуединый», «Освобожденный Улисс» и др. Автор пятнадцати поэтических книг, лауреат нескольких литературных премий. 
Член редколлегии «Иерусалимского журнала» с 1999 г., издатель («СКОПУС»). 
Живёт в Иерусалиме.